# Tuc dera Canau de Rius
El Tuc dera Canau de Rius és una muntanya de 2.813 metres que es troba entre els municipis de Vilaller, a la comarca de l'Alta Ribagorça i de Naut Aran, a la comarca de la Vall d'Aran.
Aquest cim és el vèrtex d'unió de la cresta procedent del Besiberri Nord des del Sud, la carena procedent de la Collada del Lac de Mar i les Grinches de Rius cap el Nord Est i el Coth dera Canau de Rius cap el Nord Oest.
Al Nord té el Circ de Tòrt, a l'oest la vall de Besiberri i a l'est la vall del Lac de Mar, pertanyent al Circ de Restanca.